# Incidente de la tajada de sandía
El incidente de la tajada de sandía fue una revuelta civil ocurrida el 15 de abril de 1856 en la Ciudad de Panamá  entre civiles locales y civiles estadounidenses, convirtiéndose en uno de los antecedentes para la primera intervención estadounidense en el istmo de Panamá, que en ese entonces correspondía al Estado Federal de Panamá y formaba parte de la República de la Nueva Granada.
El hecho ocurrió en las inmediaciones de la estación del ferrocarril transístmico, en el barrio de La Ciénaga (en el actual Barrio Chino, junto al Mercado de Mariscos).

## Antecedentes

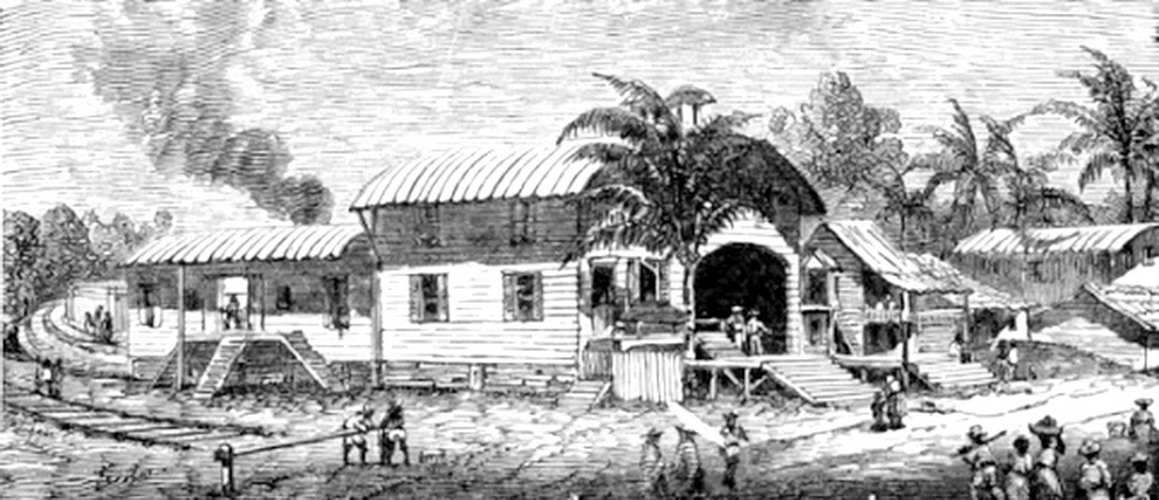
Dibujo de 1916 que representa la antigua estación del ferrocarril de Panamá.

En 1846, mediante el tratado Mallarino-Bidlack Estados Unidos se aseguró el derecho de tránsito a través del istmo de Panamá, una alternativa menos costosa en tiempo y dinero para pasar del océano Atlántico al océano Pacífico. La otra posibilidad era navegar hasta el sur de América y atravesar el estrecho de Magallanes. En 1848 se descubrió oro en California (Estados Unidos), cuestión que provocó una gran expansión estadounidense hacia el oeste, siendo vital el paso interoceánico del istmo panameño. 
Hacia 1850, Estados Unidos se encontraba construyendo el Ferrocarril transístmico, lo que provocó una gran afluencia de ciudadanos estadounidenses en la zona, tanto de trabajadores como de transeúntes, que ciertamente mostraban un comportamiento extremadamente arrogante, violento y agresivo en contra de la población local.
El tratado Mallarino-Bidlack, en su artículo 35, otorgaba un tratamiento preferencial a los ciudadanos estadounidenses, respecto de los naturales y otros extranjeros residentes en la zona, quienes no veían con simpatía el tratado ni este artículo en particular, lo que provocó un fuerte sentimiento antiestadounidense. Adicionalmente a esto, los estadounidenses solían tratar con desprecio a los hispanos y europeos, con excepción de los británicos. Esta situación, acompañada de la costumbre de los estadounidenses de embriagarse notablemente, provocó constantes roces entre la gente.
Según el primer párrafo del artículo 35 del tratado Mallarino-Bidlack establecía que:

Los ciudadanos, buques, mercancías de los Estados Unidos disfrutarán en los puertos de Nueva Granada, incluso los del istmo de Panamá, de todas las franquicias, privilegios e inmunidades en lo relativo a comercio y navegación de que ahora gozan los ciudadanos neogranadinos.
Párrafo 1, Artículo XXXV, Tratado Mallarino-Bidlack

Otro hecho que provocó más ira fue el establecimiento, por parte de Cornelius K. Garrison, de un servicio de transporte de mercancías y pasajeros a través del istmo, en abierta competencia con los antiguos remeros y acarreadores nativos.
En 1854, en una nota dirigida al gobernador de Panamá (por entonces una provincia de la República de la Nueva Granada), José María Urrutia Añino, José de Obaldía le hace saber de su preocupación, compartida por el encargado de negocios estadounidense James Green, porque «en la provincia de Panamá continúan las desavenencias entre novogranadinos y anglo-estadounidenses, proveniente del cobro que se hace a los últimos del derecho denominado de pasajeros», sugiriéndole medidas a tomar a fin de «prevenir cualquier desgracia allí». También advirtió que la apertura del ferrocarril transístmico significaría el abandono del antiguo transporte acuático terrestre con la consecuente pérdida de puestos de trabajo de los lugareños.
Todos estos hechos trajeron como consecuencia que se fuera creando en los istmeños, un resentimiento contra los estadounidenses que pululaban a través del istmo en viaje de ida y vuelta a California a través del Ferrocarril Transístmico. Mientras que la mayoría de los emigrantes se comportaban con cierto respeto, los excesos notables de una minoría irresponsable mantuvieron al istmo en conmoción durante los primeros años de la fiebre del oro. Gran parte de los viajeros portaban armas de fuego y los problemas entre borrachos eran frecuentes. La violencia y los incidentes sangrientos de estos disturbios intensificaron la diferencia que ya existía entre neogranadinos y estadounidenses.

## El incidente
El 15 de abril de 1856 desembarcó de un buque procedente de California el estadounidense Jack Oliver que, como un pasajero más, acudió a la calle de La Ciénaga, a un puesto de frutas administrado por José Manuel Luna, oriundo de Parita. Oliver iba con unos compañeros en estado de embriaguez cuando tomó una tajada de sandía que estaba a la venta, se la comió y se marchó sin haber pagado por ella. José exigió el pago de la tajada que era un real (cinco centésimos), pero Oliver le insultó y le amenazó sacando la pistola que portaba. El vendedor de frutas respondió sacando un puñal, y estuvieron a punto de enzarzarse en una pelea cuando uno de los compañeros de Oliver decidió pagar la tajada de sandía, calmando a Luna.
No obstante, la situación no acabó cuando un peruano de nombre Miguel Abraham sorprendió a Oliver quitándole la pistola y salió huyendo de la escena. Tanto Oliver como sus compañeros salieron en busca del peruano a punta de pistola, dando inicio el tiroteo. Los residentes de la ciudad, viendo la persecución, se armaron con machetes y respondieron al tiroteo, dando inicio a una batalla campal entre locales y estadounidenses. Los estadounidenses, superados en número, buscaron refugio en la estación del ferrocarril, que se ubicaba a unos metros del mercado.
Justo cuando se inició la revuelta llegaba un tren de Colón con 940 pasajeros, entre ellos hombres, mujeres y niños estadounidenses que debían embarcarse ese mismo día a California. Todos buscaron refugio en la estación del ferrocarril.
La policía llegó tarde, una hora y media después de haber iniciado el tiroteo, con la presencia del gobernador interino del Estado Federal, Francisco de Fábrega. Durante la refriega, Fábrega recibió una bala en la copa de su sombrero y uno de sus acompañantes fue herido. Dado que era de noche, el jefe de Estado dedujo que los tiros provenían de la estación, por lo que ordenó a la policía ocuparla.
Los estadounidenses, ignorantes de la situación, comenzaron a disparar a la policía de la ciudad y ésta les contestó. Los estadounidenses siguieron resistiendo con unos 50 o 60 revólveres y carabinas, pero la policía y los pobladores panameños lograron entrar a la estación donde siguió la lucha.
El saldo fue de 16 muertos y 15 heridos estadounidenses y 2 muertos y 13 heridos entre los locales. La mercancía dentro de la estación fue destruida y saqueada por el tumulto.
Los informes de los Gobiernos de Estados Unidos y Nueva Granada fueron contradictorios ya que ambos se acusaron mutuamente; sin embargo, Estados Unidos negó tajantemente los testimonios oficiales de los cónsules en Panamá del Reino Unido, Francia y Ecuador, quienes acusaron a los estadounidenses de agresores y dijeron que la policía local era inocente de los cargos que le imputaba el Gobierno estadounidense de haberse puesto de parte de los istmeños.
El informe oficial de Amos B. Corwine, comisionado especial designado por el Gobierno estadounidense, con fecha del 18 de julio de 1856, decía que la población «de color» (negra) tomó como pretexto la disputa para asaltar a los estadounidenses y saquear sus propiedades, que la policía y la turba habían planeado el asalto a la estación del ferrocarril y llegaba a la conclusión de que el Gobierno de Nueva Granada era incapaz de mantener el orden y suministrar protección adecuada para el tránsito y recomendaba la ocupación inmediata del istmo a menos que Nueva Granada los convenciera de su competencia e inclinación para suministrar adecuada protección y una rápida indemnización.

## Consecuencias
El 18 de julio de 1856, el comisionado estadounidense, Amos Corwine, recomendó en su informe «la ocupación inmediata del istmo de océano a océano por Estados Unidos a menos que Nueva Granada nos convenza de su competencia e inclinación para suministrar  adecuada protección y una rápida indemnización». Esto dio lugar a una serie de controversias diplomáticas. Obviamente, las autoridades estadounidenses atendieron este informe y en septiembre de 1856 las tropas estadounidenses desembarcaron en el istmo y tomaron la estación del ferrocarril.
El 19 de septiembre de 1856, desembarcó un destacamento de 160 soldados y tomó posesión de la estación de ferrocarril. La ciudad se mantuvo en calma y tres días más tarde, las tropas se retiraron sin haber hecho ni un solo disparo. Esta breve ocupación, el primer caso de intervención armada en el istmo, estaba justificada según el Gobierno estadounidense por la cláusula del tratado de 1846, mediante la cual, los Estados Unidos garantizaba la neutralidad del istmo, para que el tránsito no se interrumpiera o se estorbara. Aunque siempre se ha relacionado esta invasión al incidente de la Tajada de Sandía, lo cierto es que se dio a solicitud de Francisco de Fábrega, vicegobernador del Istmo, para evitar un conflicto armado entre miembros de los partidos Conservador y Liberal. Estos acusaban a aquellos de fraude en las elecciones del 29 de junio de ese año, y temiendo una revuelta liberal del arrabal que repitiese los eventos de abril, el vicegobernador Fábrega decidió pedir la intervención para calmar los ánimos y declarar así una victoria conservadora. Por lo tanto, el incidente de la Tajada de Sandía se puede considerar como un antecedente, pero no una causa directa de la invasión estadounidense de septiembre de 1856.
El gobierno de Estados Unidos hizo las siguientes propuestas:
- Que las ciudades de Panamá y Colón debían ser ciudades libres y que se gobernaran por sí mismas bajo la soberanía de Nueva Granada, y conjuntamente controlaran una franja de veinte millas de ancho de océano a océano, con el ferrocarril como línea central.
- Nueva Granada debía ceder a los Estados Unidos varias islas en la bahía de Panamá para usarlas como bases navales.
- Nueva Granada debía transferir a los Estados Unidos sus derechos sobre el Ferrocarril transístmico.
- Nueva Granada debía pagar una indemnización de perjuicios por la pérdida de vidas y la destrucción de propiedades.

Finalmente el Gobierno granadino aceptó su culpabilidad y firmó el tratado Herrán-Cass, el 10 de septiembre de 1857 y estableció una suma resarcitoria de 412,394 dólares estadounidenses en oro para los damnificados, que fueron integrados recién en 1865:
- 195,410 dólares por indemnizaciones derivadas del motín.
- 65,070 dólares por nuevos reclamos.
- 9,277 dólares por gastos de los comisionados.
- 142,637 dólares por intereses.

Pero no fue solo Estados Unidos quién exigió indemnizaciones, también lo hicieron Francia y el Reino Unido, cuyos ciudadanos en el lugar se vieron afectados.
A su vez, Estados Unidos utilizó este incidente como excusa para poner en práctica el artículo 35 del tratado Mallarino-Bidlack, es decir su prerrogativa de salvaguardar la neutralidad y el libre tránsito en Panamá, utilizando para ello sus fuerzas armadas cuando, a su criterio, el Gobierno local no diera la seguridad necesaria, lo que motivó una serie de intervenciones estadounidenses en el istmo durante los siglos XIX y XX, lo que a la postre exacerbó la xenofobia y el sentimiento nacionalista de los panameños.
Según la Gaceta del Estado del 3 de mayo de 1856, hubo dos muertos locales ―Lucas Prados y Apolinar N.― y 16 extranjeros:
Octavio Dubois (de Francia), 
N. Stokes (de los filibusteros estadounidenses de William Walker), 
Robert Marks (del estado de Pensilvania), 
Alexander Sweet (del estado de Maine) y 
otros 12 de los cuales se desconocen sus nombres.